# Kazuko Sakamoto
Kazuko Sakamoto (坂本和子?, Sakamoto Kazuko; 4 settembre 1935 – ...) è stata una nuotatrice giapponese, che ha partecipato alle Olimpiadi di Helsinki 1952, gareggiando nei 200m rana.
Ai II Giochi asiatici, ha vinto 1 argento nei 200m rana.